# جان گارسیا
جان گارسیا (انگلیسی: John Garcia؛ ۱۲ ژوئن ۱۹۱۷ – ۱۲ اکتبر ۲۰۱۲) یک روان‌شناس مشهور اهل ایالات متحده آمریکا بود.
جان گارسیا دانش‌آموختهٔ «دانشگاه برکلی» و یکی از اعضای برجستهٔ آکادمی ملی علوم بود. وی همچنین استادِ «یوسی‌اِل‌اِی»، «دانشگاه ایالتی کالیفرنیا، لانگ بیچ»، «مدرسه پزشکی هاروارد»، «دانشگاه استونی بروک» و «دانشگاه یوتا» هم بود.
شهرت او به‌واسطهٔ پژوهش‌های مهمش در زمینهٔ مزه‌بیزاری شرطی است که به افتخار خودش بعدها، «اثر گارسیا» لقب گرفت.